# Su Majestad Fidelísima

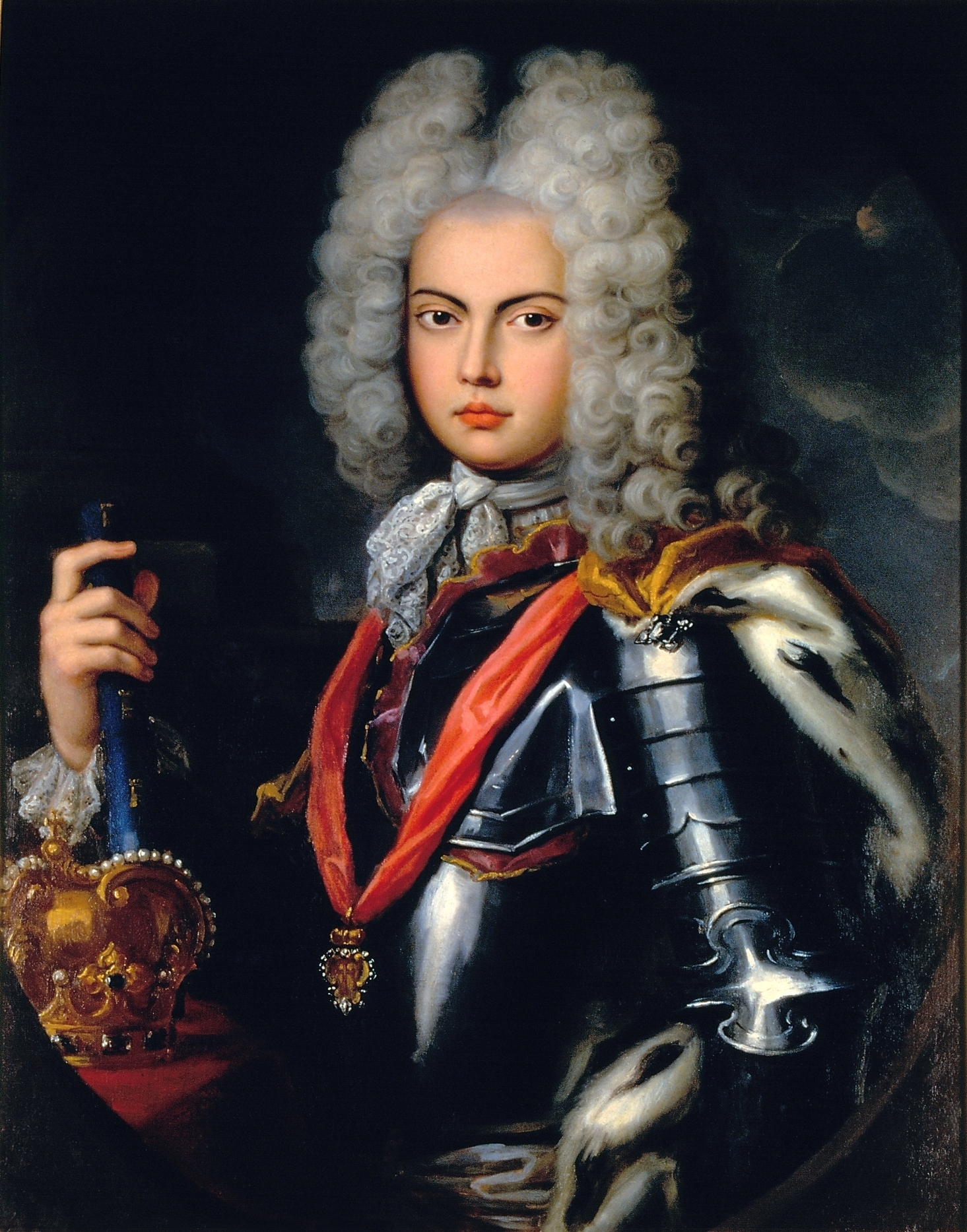
Juan V de Portugal.

Su Majestad Fidelísima (Sua Majestade Fidelìssima o Rex Fidelissimus en portugués y latín respectivamente, abreviado S. M. F.) era el apelativo o tratamiento protocolario reservado al rey de Portugal, utilizado como título de soberanía, al igual que otros similares en  otras monarquías cristianas (Su Majestad Apostólica -Hungría-, Rex Christianissimus -Francia-, Su Majestad Católica -España-, Defensor Fidei -Inglaterra-, Su Majestad Ortodoxa -Polonia- etc.) Con ello se legitimaba espiritualmente al ser reconocida su particular fidelidad al papa.
Como apelativo honorífico precedía al título oficial: Sua Majestade Fidelìssima, o Rei de Portugal e Algarve ("Su Majestad Fidelísima, el Rey de Portugal y Algarve").
El primero en recibir el tratamiento fue Juan V de Portugal, a quien se lo otorgó el papa Benedicto XIV en una constitución apostólica del año 1748. El título, asimilado a los demás de la Corona portuguesa, se fue transmitiendo por línea hereditaria. Con la división de la casa de Braganza en una rama brasileña y otra portuguesa, y la instauración de la República en ambos Estados, el de "Rey Fidelísimo" ha pasado a ser meramente un tratamiento al que aspiran los pretendientes a esos tronos.